# Victor Travot
Pour les articles homonymes, voir Travot.
Victor-Marie, baron Travot (7 octobre 1810 à Lorient - 11 novembre 1882 à Paris) est un militaire et homme politique français.

## Biographie
Fils du général Jean-Pierre Travot et gendre du ministre Jean-Élie Gautier, il s'engagea en 1830, fit plusieurs campagnes en Afrique, et devint capitaine de cavalerie, officier d'ordonnance du maréchal Soult en 1841 et chevalier de la Légion d'honneur. 
Il donna sa démission en 1842 et se retira dans ses propriétés de Bouliac (Gironde) dont il devint maire (1846-1870). Conseiller général du canton de Carbon-Blanc de 1852 à 1876, et rallié à la politique de Louis-Napoléon Bonaparte, il fut successivement élu député au Corps législatif, comme candidat du gouvernement, dans la 2e circonscription de la Gironde, le 29 février 1852, le 22 juin 1857 et le 1er juin 1863. 
Officier de la Légion d'honneur du 13 août 1864, Travot siégea constamment dans la majorité dévouée à l'empire. Ayant échoué aux élections du 24 mai 1869, il renonça aux affaires publiques.

### Sources
- « Victor Travot », dans Adolphe Robert et Gaston Cougny, Dictionnaire des parlementaires français, Edgar Bourloton, 1889-1891 [détail de l’édition]